# Heterospilus cacaoensis
Heterospilus cacaoensis (лат.) — вид наездников рода Heterospilus из подсемейства Doryctinae семейства бракониды (Braconidae). Встречаются в Центральной Америке: эндемик Коста-Рики.

## Описание
Мелкие перепончатокрылые насекомые, длина от 3,5 до 4,0 мм. Голова и грудь тёмно-коричневые; ноги жёлтые; скапус коричневый (скапус с коричневой латеральной продольной полоски), флагеллум коричневый с апикальным белыми 8-10-м флагелломерами. Метасомальные 1-4-й тергиты коричневые, 5-7-й тергиты  жёлтые. Вертекс и лоб поперечно бороздчатые; 4-7-й метасомальные тергиты гладкие. Скутеллюм гранулированный, мезоплеврон гладкий, лицо бороздчатое. Маларное пространство больше чем 0,25 от высоты глаза. Жгутик из 30-31 сегмента. Расстояние между оцеллием и сложным глазом равно примерно 2-кратному диаметру бокового оцеллия. Яйцеклад равен примерно 50% от длины брюшка. В переднем крыле развита радиомедиальная жилка. Передняя голень с единственным рядом коротких шипиков вдоль переднего края. На задних тазиках ног есть отчётливый антеровентральный базальный выступ, вертекс головы сбоку у глаз нерезко угловатый. Предположительно, как и другие виды рода Heterospilus, паразитируют на жуках или бабочках. Вид был впервые описан в 2013 году американским гименоптерологом Полом Маршем (Paul M. Marsh; Норт-Ньютон, Канзас, США) с группой американских коллег-энтомологов (Wild Alexander L., Whitfield James B.; Иллинойсский университет в Урбане-Шампейне, Эрбана, Иллинойс, США) и назван по имени местонахождения: Cacao Station (Guanacaste Province). От близких видов Heterospilus cacaoensis отличается строением прескутеллярной бороздки, белыми апикальными члениками жгутика, туберкулами проподеума, а также жилкованием крыльев (жилка r переднего крыла короче, чем жилка 3RSa; в заднем крыле присутствует жилка SC+R, а жилка M+CU короче жилки 1M).